# Centre de recherches en géodynamique et astrométrie
Le Centre de recherches en géodynamique et astrométrie (Cerga) est une ancienne unité du Centre national de la recherche scientifique (CNRS, UMR 6527), affiliée à l'observatoire de la Côte d'Azur.

## Histoire
À sa mise en service en 1974 le centre fut d'abord appelé Centre d'études et de recherches géodynamiques et astronomiques et dépendait alors de l'observatoire de Paris. En 1986, il constitue, avec l'observatoire de Nice, un nouvel établissement public, appelé en 1988 observatoire de la Côte d'Azur. Le Centre a été dissous en janvier 2004 à la suite d'une réorganisation des départements scientifiques de l'observatoire. À sa fermeture, il comptait entre vingt et trente chercheurs permanents et autant de personnel technique répartis sur les sites de Nice, Grasse et du plateau de Calern (Caussols). 

## Domaines de recherches
Ses thématiques scientifiques comprenaient :
- Astrométrie
- Cosmologie et analyse de données
- Géodésie spatiale
- Télémétrie laser et métrologie du temps
- Mécanique céleste
- Histoire des sciences

## Astéroïdes découverts
Il est crédité pour la découverte de 24 astéroïdes numérotés par le Centre des planètes mineures (MPC), entre 1984 et 1998. De nombreux autres astéroïdes y ont été découverts mais ils sont attribués à des chercheurs individuels ou au programme de recherche ODAS.
| (3913) Chemin            | 2 décembre 1986  |
| (4602) Heudier           | 28 octobre 1986  |
| (4603) Bertaud           | 25 novembre 1986 |
| (4892) Chrispollas       | 11 octobre 1985  |
| (5576) Albanese          | 26 octobre 1986  |
| (5671) Chanal            | 13 décembre 1985 |
| (5769) Michard           | 6 août 1987      |
| (6375) Fredharris        | 1er octobre 1986 |
| (6587) Brassens          | 27 novembre 1984 |
| (6820) Buil              | 13 décembre 1985 |
| (7928) Bijaoui           | 27 novembre 1986 |
| (8080) Intel             | 17 novembre 1987 |
| (8636) Malvina           | 17 octobre 1985  |
| (9553) Colas             | 17 octobre 1985  |
| (13499) Steinberg        | 1er octobre 1986 |
| (13500) Viscardy         | 6 août 1987      |
| (17405) 1986 VQ2         | 4 novembre 1986  |
| (27704) 1984 WB4         | 27 novembre 1984 |
| (55734) 1986 WD6         | 27 novembre 1986 |
| (65660) 1985 PM1         | 14 août 1985     |
| (100122) Alpes Maritimes | 15 août 1993     |
| (164766) 1998 XQ13       | 15 décembre 1998 |